# Kronoby kyrka

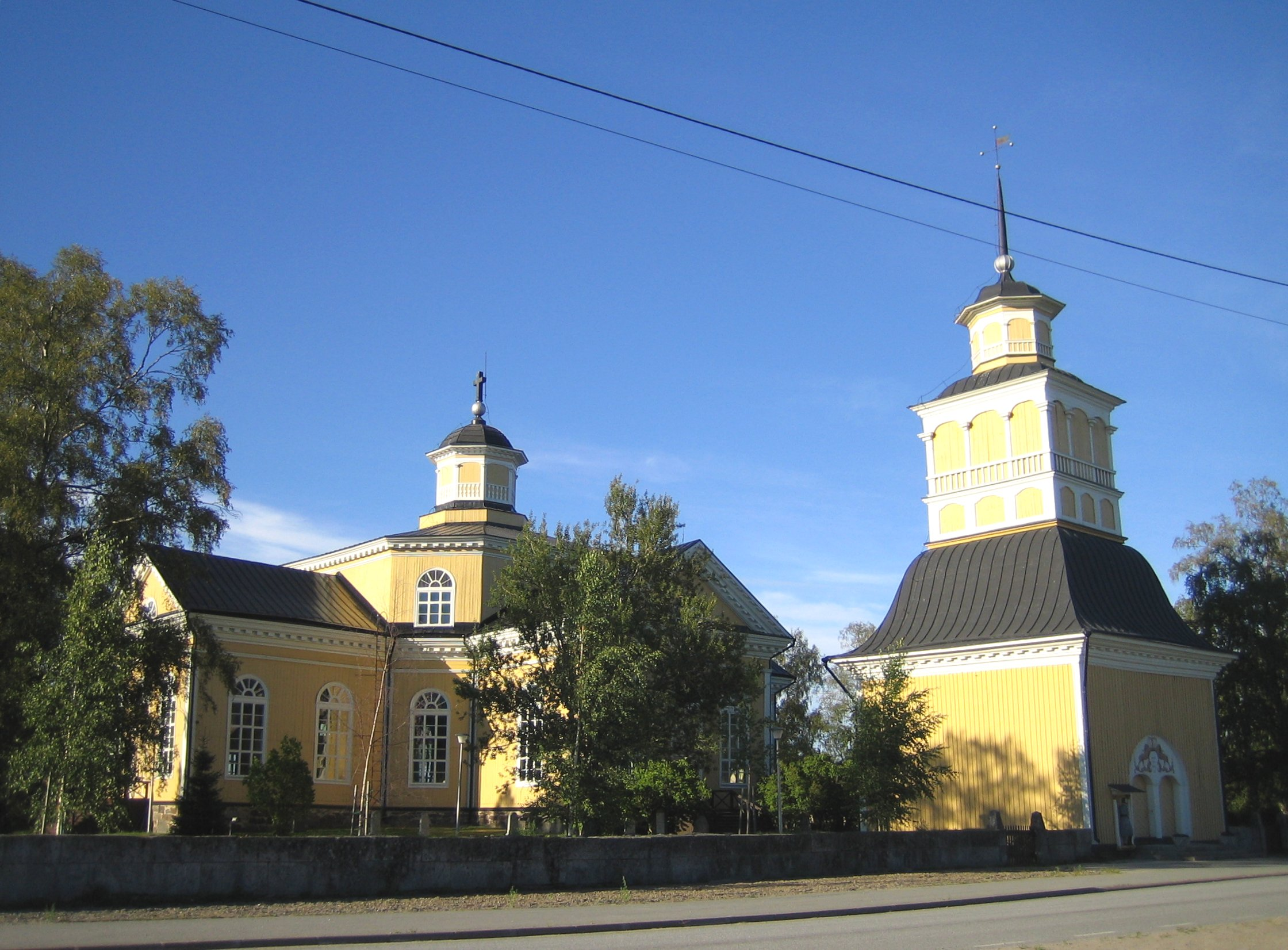
Kronoby kyrka

Kronoby kyrka är en kyrkobyggnad i den finländska kommunen Kronoby i Svenska Österbotten. Kyrkan hör till Kronoby församling som ingår i Pedersöre prosteri.

## Historia
Den första kapellkyrkan i Kronoby omnämns 1611. Följande kyrka, en långkyrka i trä, byggdes 1613. Den tredje, en större långkyrka, stod färdig 1660. 
Nuvarande kyrkobyggnad torde alltså vara den fjärde i ordningen. Den är en korskyrka uppförd i trä efter ritningar från 1799 av överintendent C. F. Fredenheim. Av okänd anledning stod arbetet stilla i ett par decennier, och slutfördes först 1822 under ledning av Heikki Kuorikoski. 1826 invigdes kyrkan. 1847 brädfodrades kyrkorummet och väggarna målades i ljusblått.
Kyrkan renoverades invändigt 1999-2000 under arkitekt Karl-Johan Slottes ledning. Målarfirma Harri Vuojolainen utförde målningsarbetet och församlingsborna ställde upp med talkoinsatser.
Kyrkan har 850 sittplatser.

## Inventarier
Predikstolen i rokokostil är byggd 1759 av Hans Biskop.
Altartavlan kommer från föregående kyrka och är målad omkring 1756 av Johan Backman. I kyrkan finns också andra målningar av Backman.

### Orgeln
Först 1862, 40 år efter kyrkans färdigblivande, fick den sin första, 9-stämmiga orgel, byggd av ”svensken Andersson”. 1935 byggdes en orgel av Gebrüder Rieger från Tyskland.
Den nuvarande orgeln byggdes år 1986-87 av orgelbyggeriet Bruno Christensen & Sønner i Danmark.

### Klockstapeln
Klockstapeln är sannolikt byggd kring år 1660 och är en av de äldsta i dessa nejder. I stapeln hänger tre klockor. De stora klockorna göts 1675 och 1695. Nuvarande lillklocka göts 1829; den förra fördes till Ryssland som krigsbyte.
År 1824 utfördes reparationsarbeten på klockstapeln i samband med byggandet av kyrkan.

### Fattiggubben
Kyrkans fattiggubbe har snidats av Erkki Lahti från Evijärvi. Den finns numera inomhus i skydd för väder och vind. Utomhus har den ersatts av en kopia.